# ميزباه (نيوجيرسي)
ميزباه هو مجتمع غير مدمج يقع داخل قسم Mays Landing [الإنجليزية] في Hamilton Township [الإنجليزية]، في مقاطعة أتلانتيك، في نيو جيرسي بالولايات المتحدة. 
تأسست ميزباه كمستعمرة يهودية في جنوب نيوجيرسي، وتم التخطيط لها من قبل شركة نيويورك لصناعة العباءات، وكان لديها في الأصل مصنع و30 منزلاً وحوالي 100 مستوطن. 